# Cao Xiong
Cao Xiong va ser un dels fills del senyor de la guerra Cao Cao, per part de la segona esposa la Princesa Bian, durant els períodes de la tardana Dinastia Han Oriental i els Tres Regnes de la història xinesa. Morí jove, però la causa de la seua mort no està documentada al registres històric.
D'acord amb el Romanç dels Tres Regnes, la novel·la històrica de la 14a centúria escrita per Luo Guanzhong, Cao Xiong se penjà a si mateix al sentir que el seu germà major Cao Pi, qui succeiria a Cao Cao, anava a castigar-li per no aparéixer pel funeral del seu propi pare.
En 234, Cao Xiong se li donà el títol pòstum de Príncep Huai de Xiao (蕭懷王), i el son fill Cao Bing (曹炳) heretà els seus títols.

## Família
- Pare: Cao Cao
- Mare: Dama Bian

- Fill: Cao Bing (曹炳)